# Stazione di Anayama
La stazione di Anayama (穴山駅?, Anayama-eki) è una fermata ferroviaria della città di Nirasaki, nella prefettura di Yamanashi, e serve la linea linea principale Chūō della JR East. Dista 154 km dal capolinea di Tokyo, e si trova a 518 m sul livello del mare.

## Linee
East Japan Railway Company
■ Linea principale Chūō

## Struttura
La stazione è dotata di una banchina a isola centrale con due binari passanti in superficie. 
| Bin. Ovest | ■ Linea principale Chūō | per Kobuchizawa e Matsumoto |
| Bin. Est   | ■ Linea principale Chūō | per Kōfu, Shinjuku e Tokyo  |

## Stazioni adiacenti
| «                     | Servizio              | »                     |
| Linea principale Chūō | Linea principale Chūō | Linea principale Chūō |
| --------------------- | --------------------- | --------------------- |
| Shimpu                | -                     | Hinoharu              |